# Anthurium amoenum
Anthurium amoenum är en kallaväxtart som beskrevs av Carl Sigismund Kunth och Carl David Bouché. Anthurium amoenum ingår i släktet Anthurium och familjen kallaväxter.

## Underarter
Arten delas in i följande underarter:
- A. a. amoenum
- A. a. humile